# Frugières-le-Pin
Frugières-le-Pin é uma comuna francesa na região administrativa de Auvérnia-Ródano-Alpes, no departamento de Alto Loire. Estende-se por uma área de 11,91 km². Em 2010 a comuna tinha 168 habitantes (densidade: 14,1 hab./km²).